# دونيبيزيل
دونيبزيل، الذي يباع كاسم تجاري أريسبت من بين أسماء أخرى، هو دواء يستخدم لعلاج مرض آلزهايمر. يبدو أنه يؤدي إلى تحسن صغير في الوظيفة العقلية والقدرة على العمل. مع ذلك فالاستخدام لم يثبت أنه يقوم بالتأثير على تقدم المرض. يجب أن يتوقف العلاج إذا لم تظهر أي فائدة. يؤخذ عن طريق الفم.
تشمل الآثار الجانبية الشائعة الغثيان، وصعوبة النوم، والعدوانية، والإسهال، والشعور بالتعب، والتشنجات العضلية. وقد تشمل الآثار الجانبية الخطيرة عدم انتظام ضربات القلب، واحتباس البول، والنوبات. يعمل دونبيزيل كمثبط للأسيتيل كولين إستراز.
تمت الموافقة على الاستخدام الطبي للدونبيزيل في الولايات المتحدة في عام 1996. يكلف دونيبيزيل في المملكة المتحدة العرض هيئة الخدمات الصحية الوطنية (المملكة المتحدة) حوالي 8.44 جنيه إسترليني للفرد اعتبارًا من 2019. وتبلغ التكلفة الإجمالية لهذا المبلغ في الولايات المتحدة حوالي 1.38 دولار أمريكي. وفي عام 2016، كان دونيبزيل هو الدواء رقم 98 من بين الأدوية الأكثر وصفة في الولايات المتحدة من بين أكثر من 7 ملايين وصفة طبية.

## الاستخدامات الطبية

### مرض ألزهايمر
لا يوجد دليل على أن دونيبيزيل أو غيره من الأدوية المماثلة يغير مسار أو تطور مرض آلزهايمر . ولقد أظهرت الدراسات التي تمت مدتها من 6 إلى 12 شهرًا فوائد متواضعة في تحسين الإدراك أو السلوك. يوصي المعهد الوطني للصحة وتفوق الرعاية (NICE) باستخدام دوبيبيزيل كخيار في علاج حالات مرض ألزهايمر الخفيفة إلى المتوسط. ومع ذلك، يجب متابعة الشخص بشكل متكرر، وإذا لم تكن هناك فائدة كبيرة يجب إيقافه. في عام 2006 ، وافقت إدارة الغذاء والدواء الأمريكية على استخدام دونبيزيل أيضًا لعلاج الخرف المعتدل والشديد في مرض ألزهايمر.

## الآثار الجانبية
كانت الآثار الجانبية الأكثر شيوعًا أثناء التجارب السريرية والتي أدت إلى التوقف عن استخدامه هي الغثيان والإسهال والقيء. وشملت الآثار الجانبية الأخرى صعوبة النوم وتشنجات العضلات وفقدان الشهية. وقد لوحظت معظم الآثار الجانبية في المرضى الذين يتناولون جرعة بمقدار 23ملغ مقارنة بجرعة 10ملغ أو جرعات أقل. كما قلّت الآثار الجانبية مع الاستخدام المستمر.

### الاحتياطات
يجب استخدام دونيبزيل بحذر مع الأشخاص المصابين بأمراض القلب، واضطرابات التوصيل القلبي، ومرض الانسداد الرئوي المزمن، والربو، ومرضى عدم انتظام ضربات القلب، ومتلازمة العقدة الجيبية المريضة.
يجب على الأشخاص المصابين بمرض القرحة الهضمية توخي الحذر عند تناول مضادات الالتهاب غير الستيرويدية بسبب زيادة خطر حدوث النزيف المعوي. وشوهدت أيضا تباطؤ في نبضات القلب والإغماء لدى الأشخاص الذين يعانون من مشاكل في القلب. وقد تظهر هذه الأعراض بشكل أكثر تكرارًا عند بدء العلاج أو زيادة جرعة دونبيزيل. وعلى الرغم من أن حدوث النوبات أمر نادر الحدوث، إلا أنه يجب معاملة الأشخاص الذين لديهم استعداد للنوبات بحذر.

## آلية العمل
يقوم دونيبزيل بربط ووقف نشاط الكولين إستراز بشكل عكسي، وبالتالي يمنع التحلل المائي للأسيتيل كولين. يُزيد هذا من تركيزات الأسيتيل كولين في التشابكات العصبية المعتمدة على الأسيتيل كولين.
تظل الآلية الدقيقة لعمل دونبيزيل في مرضى الزهايمر غير مفهومة بشكل كامل. ومن المؤكد أن مرض ألزهايمر يحدث بسبب قصور كبير في الأسيتيل كولين، ومن المقبول عمومًا أن أعراض مرض ألزهايمر مرتبطة بهذا العجز الكوليني، وخاصةً في قشرة الدماغ وغيرها من مناطق المخ. ويُلاحظ أن تكوين الحصين يلعب دورًا هامًا في عمليات التحكم في الانتباه والذاكرة والتعلم. كما عُثِر على أن شدة فقدان الخلايا العصبية المعتمدة على الأسيتيل كولين في الجهاز العصبي المركزي (CNS) ترتبط مع شدة ضعف الإدراك.
بالإضافة إلى دوره كمثبط للأسيتيل كولين، تم اكتشاف أن دوبيزيل يعمل بمثابة ناهض قوي لمستقبلات σ (K i = 14.6 نانومتر)، وقد ثبت أنه ينتج تأثيرات محددة مضادة للسرطان في الحيوانات بشكل رئيسي عبر هذا الإجراء.

## التاريخ

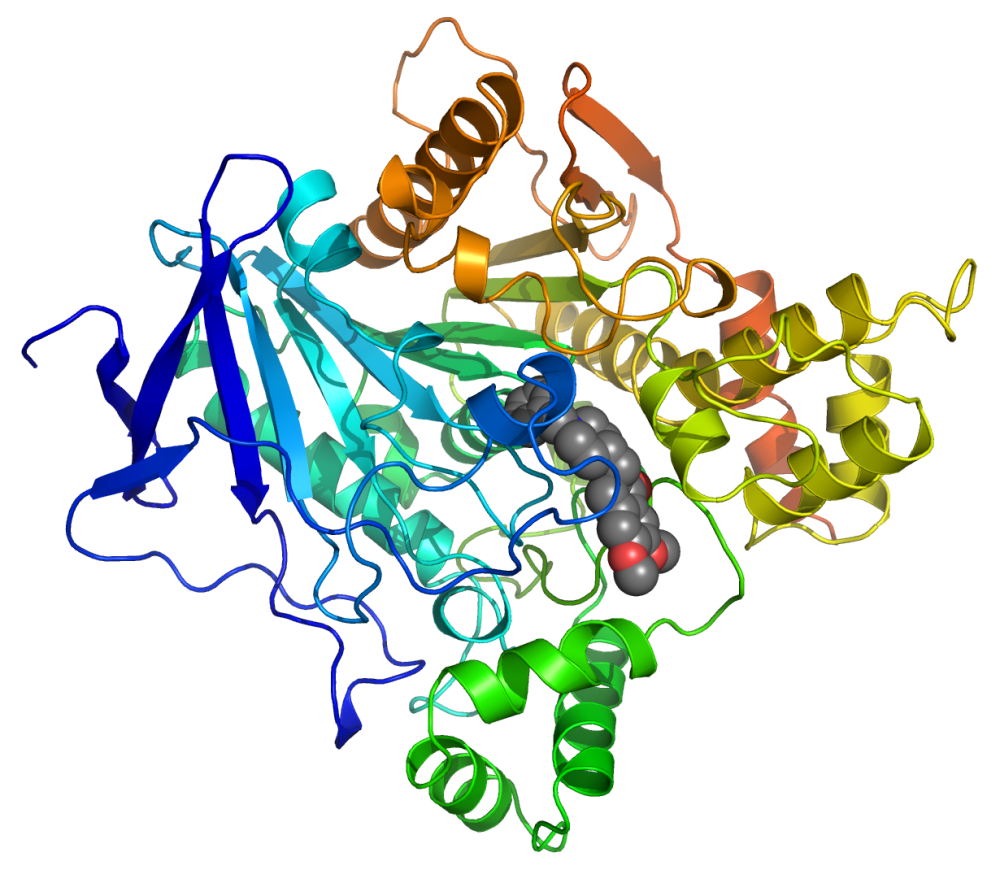
تثبيط الدونبيزيل للأستيل كولين.

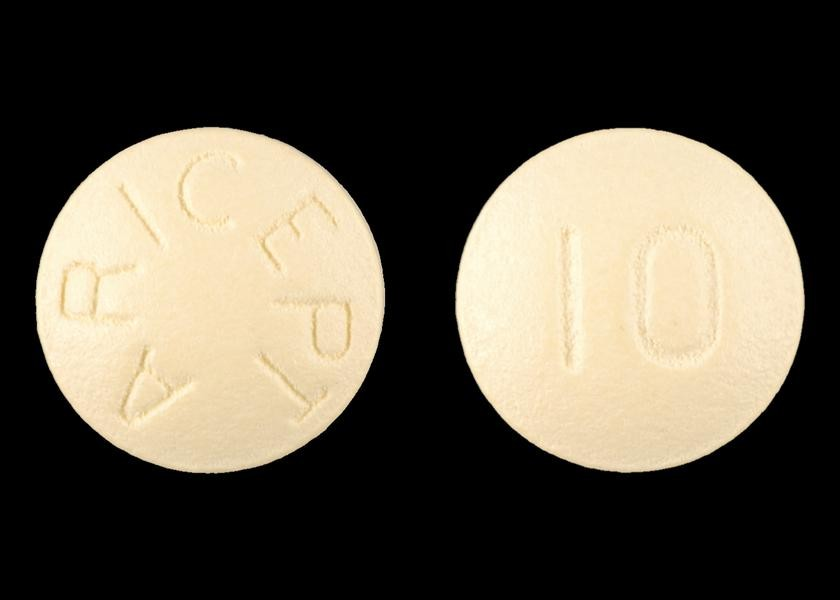
أرسيبت بتركيز 10 ملغ.

بدأت الأبحاث إلى تطوير دونيبيزيل في عام 1983 في شركة إيساي، وفي عام 1996، حصلت إيساي على موافقة إدارة الغذاء والدواء الأمريكية (USFDA) على استخدام دونبيزيل تحت العلامة التجارية أرسيبت Aricept، والتي اشتركت في تسويقه مع شركة فايزرPfizer. قاد فريق التسويق في شكرة إيساي هاتشيرو سوجيموتو.
واعتبارًا من عام 2011، كان أرسيبت Aricept هو علاج مرض ألزهايمر الأكثر مبيعًا في العالم.  أصبح أول نوع عام متوفرًا في نوفمبر 2010 بموافقة إدارة الغذاء والدواء الأمريكية USFDAعلى تركيبة أعدتها معامل شركة رانباكسي. وفي أبريل 2011، حصلت الصيغة العامة الثانية من شركة ووكهاردت، على موافقة تسويقية مبدئية من إدارة الغذاء والدواء الأمريكية USFDA.

## الأبحاث
اختُبِر دونيبيزيل في علاج الاضطرابات المعرفية الأخرى، بما في ذلك الخرف، والخرف الوعائي، ولكن لم تتم الموافقة عليه لهذه الدواعي حتى الآن. كما وُجد أن دونيبيزيل يحسن من انقطاع النفس النومي لمرضى ألزهايمر. كما أنه يحسن حركة مرضى حالات ألزهايمر الخفيفة.
كما تمت دراسة دونيبيزيل في المرضى الذين يعانون من ضعف الإدراك المعتدل، والفصام، واضطراب نقص الانتباه، ومتلازمة كاداسيل المرتبطة بجراحة الشريان التاجي، والإعاقة المرتبطة بالتصلب المتعدد ومتلازمة داون. أفاد تقرير أجرته معاهد الوطنية للصحة لمدة ثلاث سنوات في المرضى الذين يعانون من ضعف إدراكي معتدل أن دونيبيزيل كان متفوقًا على الدواء الوهمي في تأخير معدل التقدم إلى الخرف خلال الثمانية عشر شهرًا الأولى من الدراسة، ولكن لم يستمر هذا لمدة 36 شهرًا. وفي تحليل ثانوي، أظهرت مجموعة فرعية من الأفراد الذين لديهم النمط الوراثي صميم البروتين الشحمي E4 فوائد مستدامة مع دونيبيزيل طوال فترة الدراسة. ولم تتم الإشارة إلى استخدام دونيبيزيل للوقاية من الخرف حتى هذا الوقت.

## روابط خارجية
- Brenner, George D.؛ George M. Brenner (2000). Pharmacology. Philadelphia: W. B. Saunders. ISBN:978-0-7216-7757-6.  Brenner, George D.؛ George M. Brenner (2000). Pharmacology. Philadelphia: W. B. Saunders. ISBN:978-0-7216-7757-6.  Brenner, George D.؛ George M. Brenner (2000). Pharmacology. Philadelphia: W. B. Saunders. ISBN:978-0-7216-7757-6.
- Acting Editor-in-Chief Louise Welbanks. (2000). Compendium of Pharmaceuticals and Specialities, 2000 (ط. 25th). Canadian Pharmaceutical Assn. ISBN:978-0-919115-76-7. {{استشهاد بكتاب}}: |مؤلف1= باسم عام (مساعدة)  Acting Editor-in-Chief Louise Welbanks. (2000). Compendium of Pharmaceuticals and Specialities, 2000 (ط. 25th). Canadian Pharmaceutical Assn. ISBN:978-0-919115-76-7. {{استشهاد بكتاب}}: |مؤلف1= باسم عام (مساعدة)  Acting Editor-in-Chief Louise Welbanks. (2000). Compendium of Pharmaceuticals and Specialities, 2000 (ط. 25th). Canadian Pharmaceutical Assn. ISBN:978-0-919115-76-7. {{استشهاد بكتاب}}: |مؤلف1= باسم عام (مساعدة)
- دخول Aricept في Drugs.com
- 3D التركيب الجزيئي لل Donepezil
- إنزيم الأسيتيل كولين: إنزيم الخانق، مادة تصف هيكل إنزيم أستيل كولينستراز في PDBe